# Восточные южнославянские языки
Восто́чные южнославя́нские языки́ (также юго-восточные южнославянские языки, болгарско-македонские языки) — одна из двух подгрупп южнославянской языковой группы, в которую входят два живых языка — болгарский и македонский, а также язык первых славянских письменных памятников (с середины IX до XI века) — старославянский язык. Современные языки распространены на части территорий Восточной и Южной Европы, главным образом, в Болгарии и Македонии, а также в ряде районов сопредельных с этими странами: в Румынии, Молдавии, Сербии, Албании, Греции, Турции и на Украине. Кроме того, на восточных южнославянских языках говорят представители болгарской и македонской диаспор в странах Западной Европы, в Америке (США, Канада) и в Австралии.
Изводы церковнославянского языка, возникшие на старославянской основе, используются в качестве языка богослужения в православных церквях целого ряда государств, включая Россию, Белоруссию, Украину и другие страны постсоветского пространства, Сербию, Черногорию, Болгарию, Македонию, Польшу, США.
Общее число говорящих около 9,2 млн человек.
Вокализм восточных южнославянских языков в сравнении с западными отличается отсутствием долгих гласных, в области просодии на месте политонического ударения, характерного для праславянского языка, отмечается развитие монотонического ударения. Грамматические особенности во многом обусловлены влиянием балканского языкового союза, к ним относят утрату именного склонения и инфинитива, формирование артикля и ряд других языковых черт.
Письменность современных восточных южнославянских языков основана на кириллице. Региональные языки используют для письма также латиницу (банатско-болгарский язык) и греческий алфавит наряду с латиницей (помакский язык). Тексты на старославянском создавались на кириллице и глаголице.

## Литературные языки и диалекты

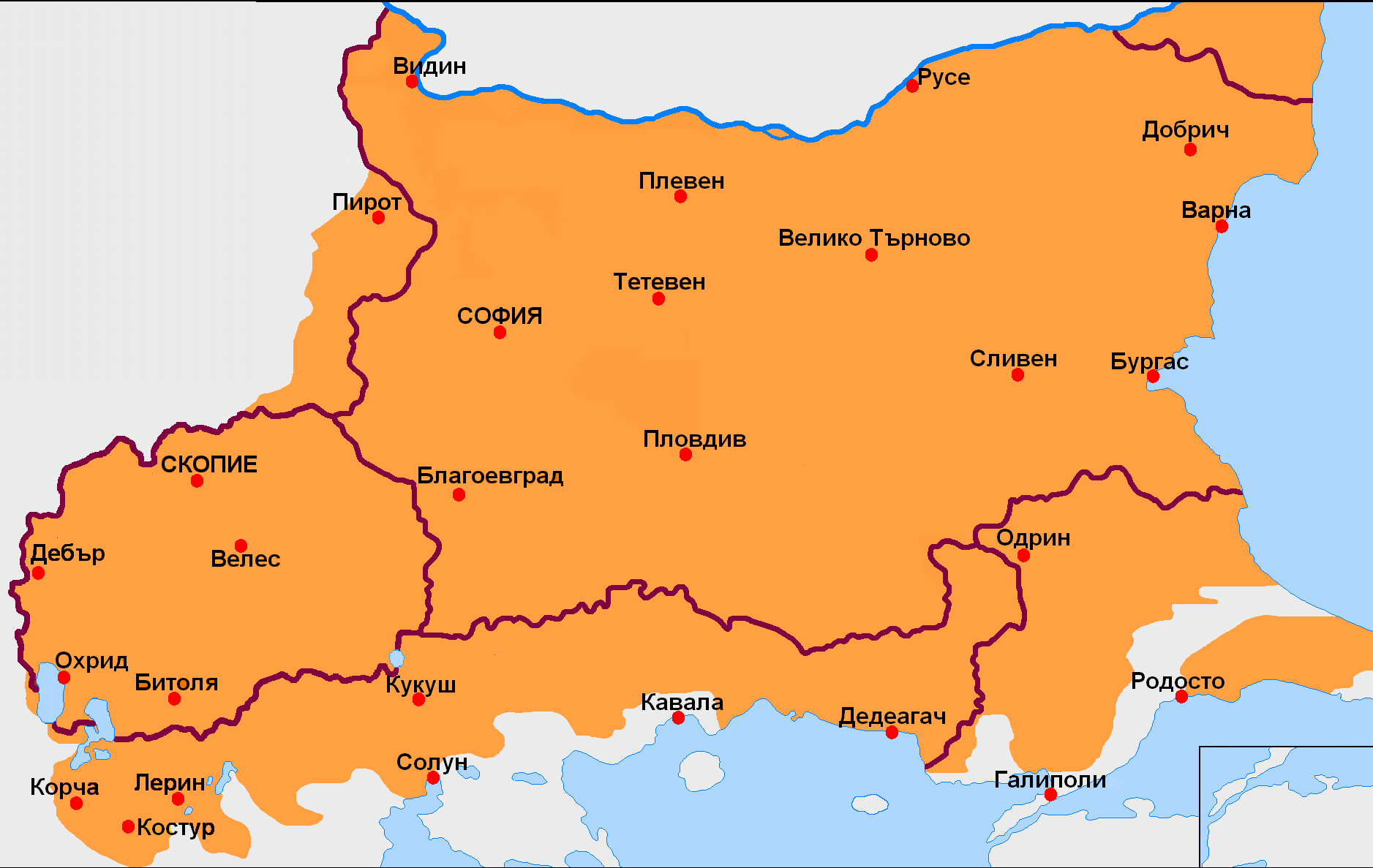
Ареал восточных южнославянских языков на Балканах

Восточный южнославянский языковой ареал исторически образует единый языковой континуум, связанный переходными говорами с западным южнославянским ареалом. Восточная часть этого континуума представляет собой область распространения болгарского языка, западная часть — область распространения македонского языка. Самостоятельность двух современных восточных южнославянских языков обусловлена не только языковыми различиями (в том числе и древнего происхождения), характерными для восточной и западной частей болгарско-македонского ареала, но и экстралингвистическим фактором — наличием двух разных народов (болгар и македонцев) с отдельными литературными языками, имеющими официальный статус в разных государствах. В Болгарии при этом распространена точка зрения, согласно которой македонские диалекты рассматриваются как часть болгарского языкового ареала, а македонский литературный язык рассматривается как один из трёх письменных вариантов болгарского языка наряду с банатским и собственно болгарским.
Диалектный ландшафт болгарского ареала представляет собой противопоставление двух диалектных областей, восточной и западной — эти области разделяет пучок изоглосс фонетических и грамматических явлений с основной изофоной — ятовой границей, отражающей различия рефлексов праславянской *ě. Восточноболгарский диалектный ареал включает три группы говоров: мизийскую, балканскую и рупскую. Область распространения восточноболгарских говоров охватывает восточную и центральную Болгарию, а также некоторые районы в Румынии, Молдавии, Греции, Турции и на Украине. Черты балканской группы восточноболгарских говоров составляют основу современной болгарской литературной нормы. Рупские говоры послужили основой для создания двух малых славянских литературных языков — банатско-болгарского и помакского. Первый был создан в середине XIX века болгарами католического вероисповедания на основе переселенческих банатско-болгарских говоров в Банате (Румыния). Второй формируется в последнее время, начиная с 1990-х годов, исламизированными болгарами-помаками на базе родопских говоров в Греции. Западноболгарский диалектный ареал делится на северо-западные, юго-западные и крайнезападные говоры. Данные говоры распространены в западной Болгарии и в ряде районов на востоке Сербии. Болгарские диалектологи часто включают в число западноболгарских говоров также македонские говоры, а иногда и говоры торлакского наречия.
Македонский языковой ареал составляют три диалекта — северный, западный и юго-восточный. Каждый диалект выделяется пучками изоглосс, которые включают сравнительно большое число явлений всех языковых уровней (фонетические, морфологические, синтаксические и лексические явления). Северные македонские говоры близки южным торлакским и крайнезападным болгарским говорам. Западные македонские говоры в сравнении с северными и юго-восточными являются наиболее специфичными. Центральные западномакедонские говоры лежат в основе литературного языка македонцев. Иногда к западномакедонскому ареалу относят горанские говоры южной Метохии. Помимо территории Республики Македония македонские говоры распространены также в восточных районах Албании, в северной Греции и в юго-западной Болгарии. При этом говоры в македонской части Болгарии (в Пиринской Македонии) рассматриваются болгарскими исследователями как продолжение болгарского языкового ареала (как и все остальные говоры македонского языка). В Греции (в Эгейской Македонии) македонские говоры до 1980-х годов находились под запретом, в настоящее время запрет отменён, но существование македонской нации и македонского языка до сих пор не признаётся, эгейских македонцев называют «греками, говорящими на славянских диалектах» («греками-славянофонами»). Во второй половине XX века в среде представителей славянского этнического меньшинства Эгейской Македонии формировались контуры эгейско-македонского регионального языка, не имевшего единого культурного центра и слабого в функциональном отношении.
Болгарский литературный язык сложился во второй половине XIX века. Македонский литературный язык был сформирован несколько позднее — в середине XX века.

## Классификация
Восточная подгруппа южнославянских языков включает два живых языка — болгарский и македонский. Кроме того, к этой подгруппе относят старославянский язык (древнеславянский, древнецерковнославянский, староцерковнославянский, древнеболгарский или староболгарский) — первый литературный язык славян, язык первых славянских письменных памятников, созданных Кириллом и Мефодием на основе говоров Солуни с середины IX до XI века. Видоизменённые формы старославянского языка (изводы), которые в науке получили название «церковнославянский язык», использовались в разное время или используются до сих пор в качестве языка религиозной христианской и отчасти светской письменности во многих славянских странах (и в двух неславянских — Валахии и Молдавии):
- болгарский язык;
- македонский язык;
- старославянский язык †;
  - церковнославянский язык.

## Ареал и численность
Областью распространения восточных южнославянских языков является часть территории Балканского полуострова в Восточной и Южной Европе. На болгарском языке говорит подавляющее большинство населения Болгарии, на македонском — большинство населения Македонии. Также носители восточных южнославянских языков составляют коренное население в ряде стран, непосредственно граничащих с Болгарией и Македонией. Как этнические меньшинства носители болгарского языка представлены в таких странах, как Румыния, Молдавия, Украина, Сербия, Греция и Турция, меньшинства с родным македонским языком населяют ряд районов в Албании и Греции. Кроме того, диаспоры эмигрантов и их потомков, а также диаспоры трудовых мигрантов, говорящих на болгарском и македонском, представлены в ряде стран Западной Европы, в странах Америки (США, Канада) и в Австралии.
По данным издания Ethnologue, на восточных южнославянских языках говорят около 9,2 млн человек. Из них на болгарском в Болгарии — 7 020 тыс. человек (2012), всего в мире — 7 800 тыс. человек; на македонском в Македонии — 1 340 тыс. человек (2011), всего в мире — 1 408 тыс. человек.

## Языковые особенности
Восточные южнославянские языки вместе с западными характеризуются такими общими чертами, как:
1. Развитие сочетаний rat, lat на месте праславянских сочетаний *ort, *olt в начале слова при нисходящей интонации: болг. равен «ровный», лакът «локоть», макед. рамен, лакот; сербскохорв. равен, лакат, словен. raven, lakat.
2. Изменение праславянского носового *ę > e на большей части южнославянского языкового ареала.
3. Переход праславянской гласной *y во всех позициях в i.
4. Наличие флексии -omь у существительных мужского и среднего рода твёрдого склонения (в западнославянских и восточнославянских языках сформировалось окончание -ъmь).
5. Наличие окончания -ę у существительных на -a мягкого склонения в форме родительного падежа единственного числа и именительного и винительного падежей множественного числа (в западнославянских и восточнославянских языках сформировалось окончание ě).
6. Широкое распространение полифункционального союза да.
7. Наличие древних общеюжнославянских слов, например, глагол со значением «ступать»: болг. газя, макед. гази; сербскохорв. газити, словен. gaziti.

В восточных южнославянских языках распространён ряд специфических языковых явлений, противопоставленных явлениям западных южнославянских языков:
1. Отсутствие фонологически значимых долгих гласных. Долгие гласные нехарактерны также для вокализма торлакского наречия. В то же время противопоставление долгих и кратких гласных отмечается в сербохорватском и словенском языках.
2. Наличие в болгарском языке гласных полного образования ъ, е на месте редуцированных: сън «сон», мъх «мох», ден «день», пес «пёс»; в македонском — наличие гласных о, е: сон «сон», ден «день». В сербскохорватском редуцированные перешли в гласную а: сȁн «сон», дȃн «день»; в словенском — в a (в долгих слогах) и в e [ə] (в кратких слогах): mȃh «мох», dȃn «день», pes [pəs] «пёс»[20].
3. Отсутствие l эпентетического после губных согласных p, b, m, v на стыке морфем на месте праславянских сочетаний губного с j: болг. земя «земля», макед. земја. В словенском и сербохорватском l сохраняется: сербохорв. земља, словен. zemlja. Данное явление сближает восточные южнославянские с западнославянскими языками и противопоставляет их западным южнославянским и восточнославянским языкам.
4. Утрата праславянского политонического ударения, сменившегося в болгарском языке, как и в торлакском наречии, монотоническим разноместным ударением, в македонском — фиксированным ударением на третьем слоге от конца слова. В западном южнославянском ареале тональность ударения сохранилась.
5. Сохранение сложной системы форм прошедшего времени. В словенском и сербохорватском языках отмечается утрата форм простых прошедших времён.

Ряд черт восточных южнославянских языков, неизвестных в западном южнославянском ареале, связан с влиянием балканского языкового союза. Вместе с болгарским и македонским языками эти черты разделяют также говоры торлакского наречия:
1. Упрощение местоименного и полная или почти полная утрата именного склонения, компенсируемая усиленным развитием предложных конструкций. В западных южнославянских языках именное склонение устойчиво сохраняется.
2. Развитие местоименной репризы дополнения, неизвестной в словенском и сербохорватском языках.
3. Замена инфинитива конструкцией союза да с личными формами глагола настоящего времени. В западных южнославянских языках инфинитив в целом сохраняется, в то же время в сербохорватском ареале отмечается тенденция замены инфинитива да-конструкцией.
4. Развитие аналитических форм степеней сравнения. В словенском и сербохорватском языках сохраняются синтетические формы.
5. Постпозиция артикля, отсутствующая в западных южнославянских языках.
6. Образование форм будущего времени и будущего в прошедшем с помощью частицы ще, восходящей к глаголу со значением «хотеть» в болгарском языке и образование будущего времени глаголов с частицей ќе, восходящей к глаголу с тем же значением в македонском языке.

Между языками восточной южнославянской подгруппы отмечаются различия, часть из которых восходит к эпохе праславянского языка:
1. Развитие разных согласных на месте праславянских сочетаний *tj, *kt перед гласными переднего ряда и *dj: болг. свещ «свеча», нощ «ночь»; межда «межа»; макед. свеќа, ноќ / сношти; меѓа.
2. Изменение праславянского *ě в е в македонском языке (и в западноболгарских говорах): вера «вера», верен «верный»; изменение *ě в а в положении перед твёрдыми согласными, и в е — перед мягкими согласными, в болгарском языке: вяра, верен.
3. Изменение носовой гласной, развившейся из праславянской *ǫ, в гласную ъ в болгарском языке и в гласную а в македонском: болг. кът «угол», ръка «рука»; макед. кат, рака. В некоторых периферийных македонских говорах сохраняются реликты назализации.
4. Различные изменения в группах *tъrt, *tьrt, *tъlt, *tьlt: болг. гърб «горб», връх «верх», дълг «долг», вълк «волк»; макед. грб, врх, долг, волк.

В числе различий более позднего происхождения в болгарском и македонском языках отмечаются:
1. Отсутствие слоговых сонорных согласных в болгарском языке — наличие слогообразующей [r̥] в македонском языке.
2. Наличие редукции безударных гласных в болгарском языке — отсутствие редукции в македонском языке.
3. Разноместное ударение в болгарском языке — фиксированное ударение в македонском языке.
4. Наличие простой формы постпозитивного определённого артикля в болгарском языке — наличие тройственной формы в македонском языке.